# Camille Tourville
Camille Tourville (Montreal, 4 december 1927 – Quebec, 24 december 1985) was een Canadees professioneel worstelaar en manager die actief was in de World Wide Wrestling Federation (WWWF). Hij won samen met Luke Graham (Grady Johnson) de allereerste WWWF World Tag Team Championship.

## Erelijst
- Central States Wrestling
  - NWA Central States Heavyweight Championship (1 keer)

- Championship Wrestling from Florida
  - NWA Brass Knuckles Championship (2 keer)
  - NWA Florida Heavyweight Championship (1 keer)
  - NWA Florida Television Championship (2 keer)
  - NWA Southern Heavyweight Championship (2 keer)
  - NWA Southern Tag Team Championship (1 keer met Louie Tillet)
  - NWA World Tag Team Championship (2 keer; 1x met Tim Tyler en 1x met Freddie Blassie)

- Japan Wrestling Association
  - NWA International Tag Team Championship (1 keer met Bill Watts)

- Mid-South Sports
  - NWA Georgia Heavyweight Championship (1 keer)
  - NWA World Tag Team Championship (1 keer met Lenny Montana)

- World Wide Wrestling Federation
  - WWWF International Tag Team Championship (1 keer met Luke Graham)
  - WWWF World Tag Team Championship (1 keer met Luke Graham)